# Lopigna
Lopigna település Franciaországban, Corse-du-Sud megyében. Lakosainak száma 109 fő (2022. január 1.). Lopigna Arbori, Arro, Rosazia, Salice, Sari-d'Orcino és Vero községekkel határos.

## Népesség
A település népességének változása:
| Lakosok száma | 213  | 101  | 109  | 109  | 99   | 101  | 103  | 103  | 102  | 109  |
|               | 1968 | 1982 | 1990 | 2006 | 2013 | 2015 | 2017 | 2019 | 2020 | 2022 |